# Слабаш
Слабаш (укр. Слабаш) — село в Мостисской городской общине Яворовского района Львовской области Украины.
Население по переписи 2001 года составляло 89 человек. Занимает площадь 0,459 км². Почтовый индекс — 81330. Телефонный код — 3234.